# Wielogóra (województwo świętokrzyskie)
Wielogóra – wieś w Polsce położona w województwie świętokrzyskim, w powiecie sandomierskim, w gminie Samborzec.
W latach 1975–1998 miejscowość należała administracyjnie do województwa tarnobrzeskiego.
Miejscowość znajduje się na odnowionej trasie Małopolskiej Drogi św. Jakuba z Sandomierza do Tyńca, która to jest odzwierciedleniem dawnej średniowiecznej drogi do Santiago de Compostela.

## Dawne części wsi – obiekty fizjograficzne
W latach 70. XX wieku przyporządkowano i opracowano spis lokalnych części integralnych dla Wielogóry zawarty w tabeli 1.

| Nazwa wsi – miasta   | Nazwy części wsi – miasta | Nazwy obiektów fizjograficznych – charakter obiektu |
| -------------------- | ------------------------- | --- |
| I. Gromada SAMBORZEC |                           | |
| 1. Wielogóra         | 1. Rozdole                | 1. Bykowiec – pole, wzniesienie 2. Dworskie – pole 3. Łąka od Bilczy – łąka 4. Łąki od Dębian – łąka 5. Pastwisko – pole 6. Pod Wiatrakiem – pole 7. Rozdole – pole 8. Za Dołami – pole |